# Mike Rodgers
Michael (Mike) Rodgers (Saint Louis, 24 april 1985) is een Amerikaanse sprinter. Hij werd driemaal Amerikaans indoorkampioen op de 60 m en eenmaal outdoorkampioen op de 100 m. Hij nam eenmaal deel aan de Olympische Spelen.

## Loopbaan
Op de wereldindoorkampioenschappen van 2008 viste Rodgers met een vierde plaats op de 60 m in 6,57 s net naast de medailles. Eerder had hij in de halve finale zijn persoonlijk record van 6,54, enkele weken daarvoor in Boston gelopen, geëvenaard. In datzelfde jaar won hij goud op de Amerikaanse indoorkampioenschappen.
Zijn grootste prestatie boekte hij op de WK indoor van 2010 door op de 60 m een zilveren medaille te winnen. Met een tijd van 6,53 eindigde hij achter de Brit Dwain Chambers (goud; 6.48) en voor Daniel Bailey (brons; 6.53) uit Antigua en Barbuda.
Op 14 augustus 2011 werd bekendgemaakt, dat Rodgers wegens een positieve dopingtest voor negen maanden werd geschorst door het Amerikaanse antidopingbureau. De positieve test was afgenomen in juli 2011. Aangezien de schorsing inging met terugwerkende kracht, kon hij in april 2012 weer aan wedstrijden deelnemen. Trainer Tony Campbell meldde, dat zijn leerling een foutje had gemaakt. "Hij heeft in een bar een energiedrankje gedronken waarin een verboden middel blijkt te zitten."
Ondanks zijn snelle 9,94 die hij bij de olympische selectiewedstrijden liep, mocht Rodgers niet meedoen aan de Olympische Spelen van 2012. Zijn tijd was achter die van Gatlin, Gay en Bailey de vierde tijd en de Verenigde Staten mochten maar drie atleten afvaardigen.
In 2013 nam Rodgers deel aan de wereldkampioenschappen in Moskou. Hij liep naar een zesde plaats in de finale van de 100 m. Samen met Charles Simon, Justin Gatlin en Rakieem Salaam liep Rodgers ook naar de tweede plaats in de finale van de 4 × 100 m estafette.

## Titels
- Wereldkampioen 4 x 100 m - 2019
- Amerikaans kampioen 100 m - 2009, 2014
- Amerikaans indoorkampioen 60 m - 2008, 2010, 2011

## Persoonlijke records
Outdoor
| Onderdeel | Prestatie | Datum       | Plaats |
| --------- | --------- | ----------- | ------ |
| 100 m     | 9,85 s    | 4 juni 2011 | Eugene |
| 200 m     | 20,24 s   | 24 mei 2009 | Belém  |

Indoor
| Onderdeel | Prestatie | Datum            | Plaats       |
| --------- | --------- | ---------------- | ------------ |
| 60 m      | 6,48 s    | 27 februari 2011 | Albuquerque  |
| 200 m     | 20,83 s   | 13 februari 2009 | Fayetteville |

## Palmares

### 60 m
- 2008:  Amerikaanse indoorkamp. - 6,54 s
- 2008: 4e WK indoor - 6,57 s
- 2010:  Amerikaanse indoorkamp - 6,52 s
- 2010:  WK indoor - 6,53 s
- 2011:  Amerikaanse indoorkamp. - 6,46 s

### 100 m
Kampioenschappen
- 2008: 6e Wereldatletiekfinale - 10,27 s
- 2009:  Amerikaanse kamp. - 9,91 s
- 2009: 4e Wereldatletiekfinale - 10,09 s
- 2011:  Amerikaanse kamp. - 9,91 s (te veel wind)
- 2013: 6e WK - 10,04 s
- 2015: 5e WK - 9,94 s

Golden League-podiumplekken
- 2008:  Bislett Games – 10,04 s

Diamond League-podiumplekken
- 2010:  Weltklasse Zürich – 10,12 s
- 2011:  Shanghai Golden Grand Prix – 10,01 s
- 2011:  Prefontaine Classic – 9,85 s
- 2011:  Herculis – 9,96 s
- 2011:  London Grand Prix – 10,04 s
- 2012:  Shanghai Golden Grand Prix – 10,08 s
- 2012:  Adidas Grand Prix – 9,99 s
- 2013:  Qatar Athletic Super Grand Prix – 9,99 s
- 2013:  Prefontaine Classic – 9,94 s
- 2013:  Athletissima – 9,96 s
- 2013:  London Grand Prix – 9,98 s
- 2013:  Memorial Van Damme – 9,90 s
- 2014:  Shanghai Golden Grand Prix – 10,18 s
- 2014:  Prefontaine Classic – 9,80 s
- 2014:  Athletissima – 9,98 s
- 2014:  Meeting Areva – 10,00 s
- 2014:  Glasgow Grand Prix – 9,97 s

### 4 × 100 m
- 2013:  WK - 37,66 s
- 2016: DSQ OS
- 2017:  WK - 37,52 s
- 2019:  WK - 37,10 s

1983 King, Gault, Smith, Lewis ·
1987 McRae, McNeill, Glance, Lewis ·
1991 Cason, Burrell, Mitchell, Lewis ·
1993 Drummond, Cason, Mitchell, Burrell ·
1995 Esmie, Gilbert, Surin, Bailey ·
1997 Esmie, Gilbert, Surin, Bailey ·
1999 Drummond, Montgomery, Lewis, Greene ·
2001 Nagel, du Plessis, Newton, Quinn ·
2003 Capel, Williams, Patton, Johnson ·
2005 Doucouré, Pognon, De Lépine, Dovy ·
2007 Patton, Spearmon, Gay, Dixon ·
2009 Mullings, Frater, Bolt, Powell ·
2011 Carter, Frater, Blake, Bolt ·
2013 Carter, Bailey-Cole, Ashmeade, Bolt ·
2015 Carter, Powell, Ashmeade, Bolt ·
2017 Ujah, Gemili, Talbot, Mitchell-Blake ·
2019 Coleman, Gatlin, Rodgers, Lyles ·
2022 Brown, Blake, Rodney, De Grasse ·
2023 Coleman, Kerley, Carnes, Lyles